# 小行星6024
小行星6024（英語：6024 Ochanomizu）是一颗围绕太阳公转的小行星。1992年10月27日，杉江淳在Dynic发现了此天体，以御茶之水（Ochanomizu）命名。
这颗小行星的绝对星等为355.6046959098855等。